# San Michele al Tagliamento
San Michele al Tagliamento ist eine Stadt mit 11.376 Einwohnern (Stand 31. Dezember 2023) innerhalb der Metropolitanstadt Venedig in der italienischen Region Venetien. Bekannt ist sie vor allem für den Sommertourismus im Stadtteil Bibione.

## Geografie
Die Stadt liegt, wie im vollen Namen ersichtlich, am rechten Ufer des Flusses Tagliamento, etwa 64 Kilometer (Luftlinie) nordöstlich von Venedig. Zur Küste im Süden sind es knapp 20 Kilometer. Auf der gegenüberliegenden Seite des Flusses, der hier die Grenze zwischen den Regionen Venetien und Friaul-Julisch Venetien bildet, liegt die Stadt Latisana.
Diese Kommune gliedert sich in die Gemeindeteile Bevazzana, Bibione, Cesarolo, Marinella, Pozzi, San Filippo, San Giorgio al Tagliamento, Terzo Bacino und Villanova-Malafesta.
Die Nachbargemeinden sind Caorle, Fossalta di Portogruaro, Latisana (UD), Lignano Sabbiadoro (UD), Morsano al Tagliamento (PN), Portogruaro, Ronchis (UD) und Varmo (UD).

## Geschichte
Die ersten Spuren menschlichen Lebens gehen auf das 4. und 3. Jahrhundert v. Chr. zurück, als die Lagune, an der sich heute San Michele ausbreitet, von Venetern bewohnt wurde. Ab 181 v. Chr. kennzeichnete die Besiedlung der Römer den Anfang der Urbanisierung und landwirtschaftlichen Bebauung des ganzen Gebiets. Seit Ende des 18. Jahrhunderts haben archäologische Ausgrabungen schwarz-weiße Mosaikböden, dazu Kupfermünzen, Glasscherben und Tonwaren entdeckt, die auf die römische Kaiserzeit zurückgehen.

## Bibione

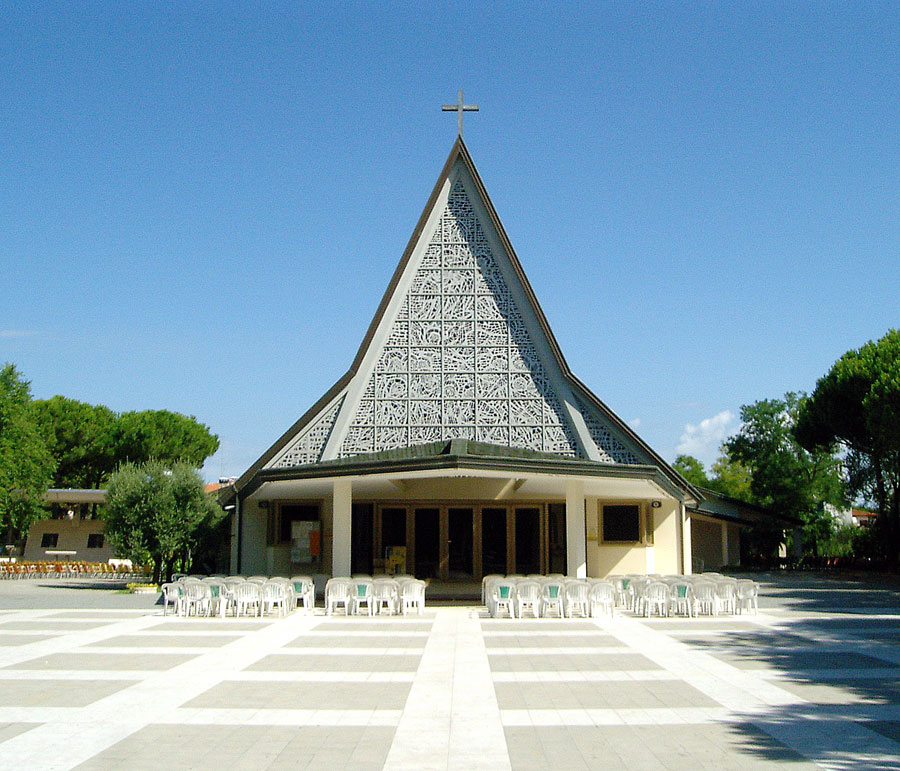
Die Kirche von Bibione

Logo von Bibione

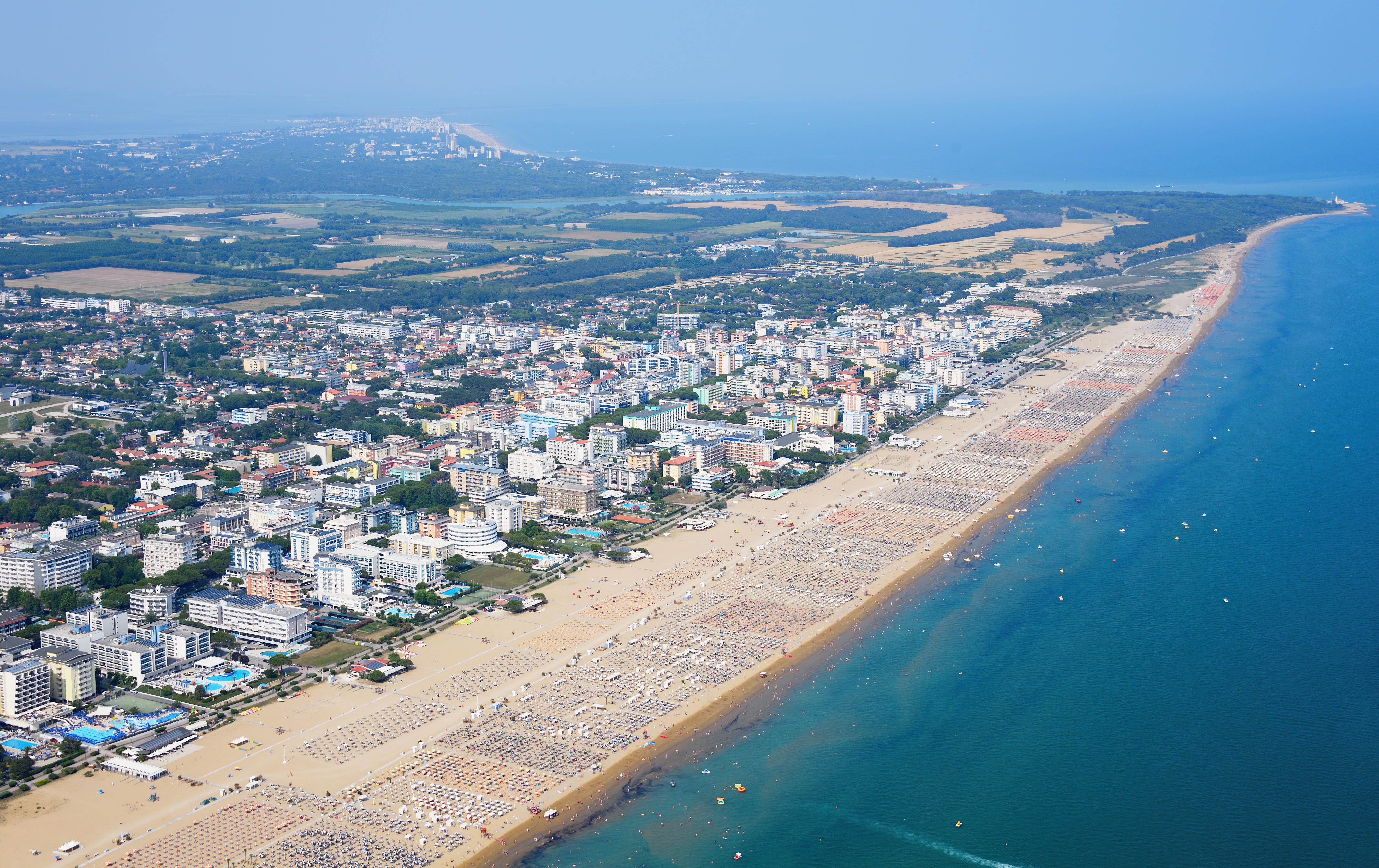
Bibione aus der Luft gesehen

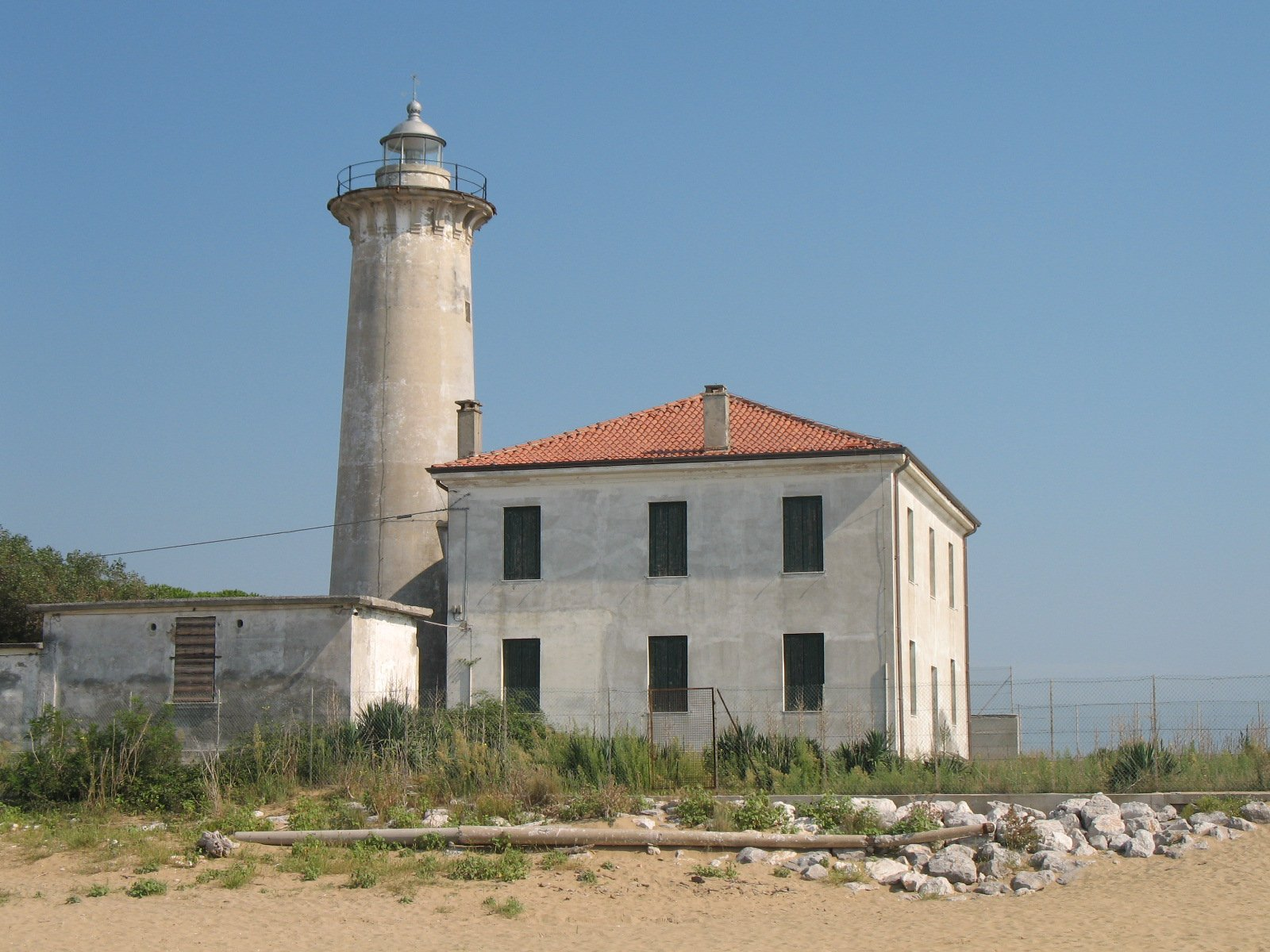
Leuchtturm von Bibione

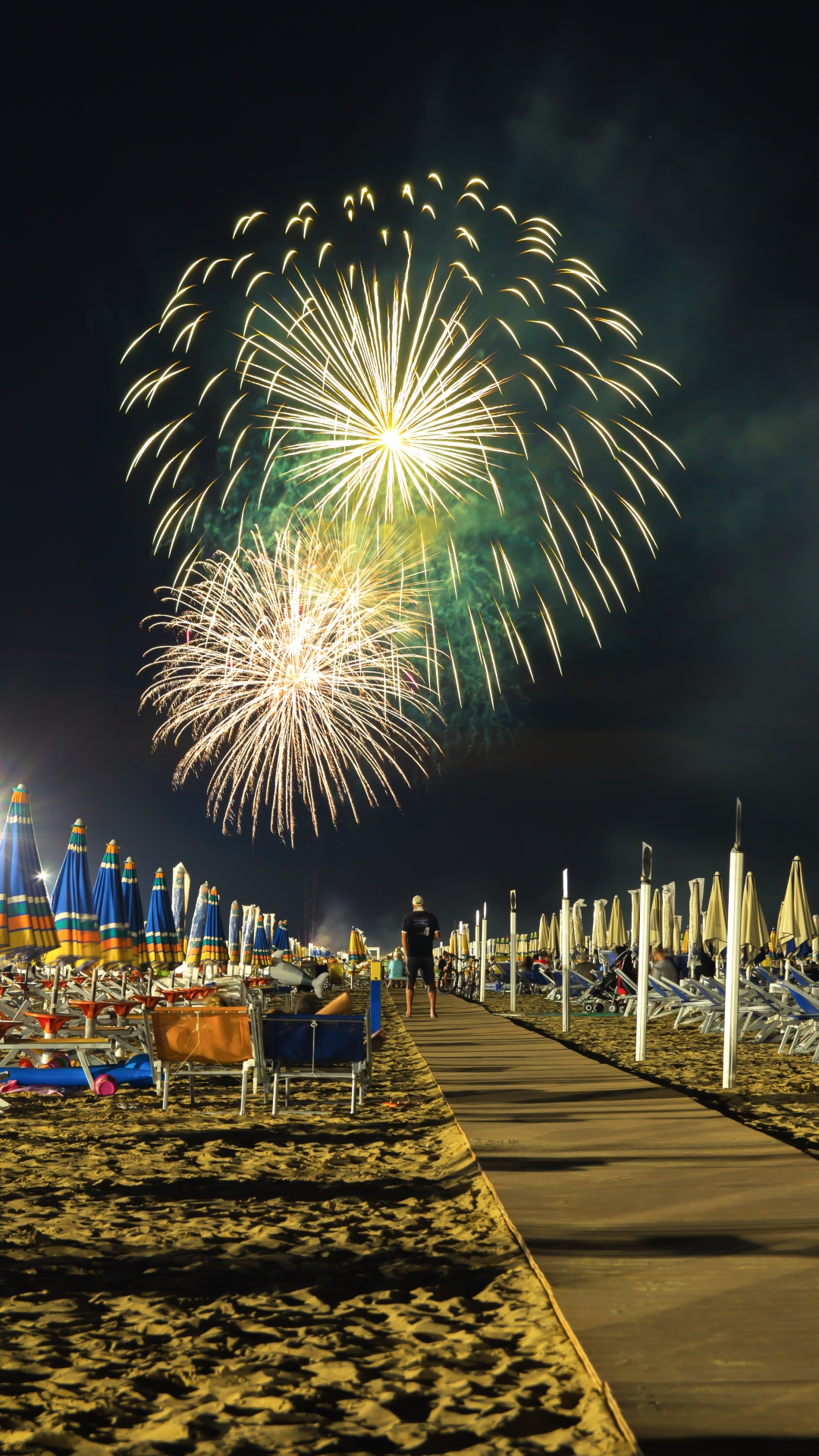
Feuerwerk fotografiert vom Strand

Bibione, eine Fraktion San Micheles und Badeort an der Adriaküste, etwa 20 Kilometer vom Hauptort entfernt, hat etwa 3000 Einwohner und wird überwiegend von Touristen aus Italien, Deutschland und Österreich besucht. In den 2000er Jahren stieg die Anzahl der Besucher aus den Niederlanden, Belgien, Luxemburg, Tschechien, Polen, Ungarn und Irland stark an. Die Stadt bietet um die 100.000 Schlafplätze, wie Hotels, Campingplätze oder Ferienwohnungen (Villaggio) an. Die wirtschaftlich wichtigsten Monate sind Mai bis September, da das Wetter zum Baden sonst oft zu kühl ist. Viele Geschäfte und die Strandinfrastruktur sind nur während der Saison, zwischen Mai und September, geöffnet.
Zu den Traditionen der Stadt zählt es, dass jeden Dienstag zwischen 7 und 12 Uhr in den Sommermonaten auf dem Marktplatz (sonst Parkplatz) vor dem Luna Park, Bibiones Vergnügungspark, ein Wochenmarkt stattfindet.

### Lage
Bibione liegt im Gebiet zwischen der Adria und dem Fluss Tagliamento. Es ist auf Grund der Bodenbeschaffenheit und von Ausgrabungen anzunehmen, dass Bibione eine kleine Gruppe von Inseln war, die durch einen schmalen Landstrich mit der Lagune und dem Festland verbunden waren, jene insulae bibioni oder Bibiones, die in einigen römischen und mittelalterlichen Urkunden erwähnt werden. Teile dieser möglichen Inselgruppe existieren heute noch in den Lagunen.

### Geschichte Bibiones
Nach dem Fall des römischen Reichs und der Ausbreitung des Christentums wurde Bibione an die Bischöfe von Concordia überschrieben und für die Inseln folgten die Jahrhunderte der Verwahrlosung. Pinienwälder breiteten sich über das Gebiet aus. Zu Beginn des 20. Jahrhunderts begann die eigentliche Urbarmachung durch Bau von Entwässerungskanälen und Dämmen. Um das Jahr 1950, mit Beendigung der Arbeiten, blieben die Pinienwälder und der Sandstrand übrig. In den Folgejahren, mit dem Bau erster Ferienunterkünfte, ist Bibione ein Fremdenverkehrsort geworden.
Bibione gliedert sich in die Stadtteile Lido dei Pini, Bibione Pineda, Bibione Spiaggia und Lido del Sole.

### Touristisches
Vor allem Deutsche und Österreicher, aber auch Italiener, Ost- und andere Europäer (je nach Jahreszeit und Stadtteil) verbringen ihren Urlaub an den sehr flachen Sandstränden Bibiones. Das Stadtbild ist geprägt von den zahlreichen Hotels, Pensionen und Campingplätzen, deren Bettenanzahl die Einwohnerzahl Bibiones um das 40-fache übertrifft.
Seit Sommer 2014 war der Bereich zwischen Meer und erster Sonnenschirmreihe mit einem Rauchverbot belegt und somit der erste rauchfreie Strand Italiens.
Im August 2017 wurde der erste inklusive Strandabschnitt Bibiones eingeweiht, unter anderem mit erleichtertem Strand-/Meerzugang (beispielsweise durch reservierte Parkplätze, Rollstühle zum Baden und Liftvorrichtung), Dolmetscher für Gehörlose oder speziellen Spielanlagen.

## Verkehr
Durch das nördliche Stadtgebiet verläuft die Bahnstrecke Venedig–Triest. Der nächste Bahnhof befindet sich im benachbarten Latisana und trägt den Namen Latisana-Lignano-Bibione. Etwas weiter nördlich verläuft die Autobahn A 4 Turin – Mailand – Triest (La Serenissima), die über die Anschlussstelle Latisana zu erreichen ist.
Durch den überwiegenden Teil dieser Kommune verkehrt zwischen dem Gemeindeteil Bibione und der friulanischen Stadt Latisana die Buslinie 7 des öffentlichen Verkehrsunternehmens ATVO. Schulbusfahrten der Linien 31 verkehren zwischen Portogruaro und Lignano sowie Linie 109 zwischen Jesolo und Lugugnano. Im Gemeindeteil Bibione wird ein innerörtlicher Busverkehr in der Urlaubssaison angeboten. Hier verkehren dann von Juni bis September ab dem Busbahnhof von Bibione zwei Linien sowie nur im August ein Strandshuttle.

## Städtepartnerschaft
San Michele ist im Rahmen des Projekts Twinning Eco-Management Systems eine Partnerschaft eingegangen mit der ungarischen Gemeinde Balatonalmádi, welche ein Badeort am Plattensee ist.